# آپتوس‌ها
آپتوس‌ها (نام علمی: Aaptos) نام یک سرده از رده اسفنج‌های شاخی است.
این سرده، سوزنه‌های سیلیسیم دی‌اکسیدی بسیاری دارد. اعضای این سرده، از غذاهای لاک‌پشت پوزه‌عقابی هستند.